# Тексье, Огюст
Огюст Тексье (фр. Auguste Texier; 10 апреля 1851 года, Л’Иль-Сен-Дени, Иль-де-Франс — 28 февраля 1936 года, Аржантёй, Иль-де-Франс) — французский яхтсмен, дважды серебряный призёр летних Олимпийских игр 1900 года.

## Биография
Родился 17 января 1848 года в семье известного кораблестроителя. На Олимпиаде 1900 года с Робертом Линцелером, Жан-Батистом Шарко и своим братом-рулевым Франсуа был членом экипажа лодки последнего Quand-Même, на которой принял участие в двух гонках среди лодок водоизмещением до 0,5 тонн в парусном спорте. Пришёл в обеих гонках вторым, выиграв две серебряных медали. Также вместе с братом на лодке C.V.A. участвовал в гонках среди лодок водоизмещением от 0,5 до 1 тонны, придя к финишу 8-м и 9-м, и на лодке Mamie в гонках среди лодок водоизмещением от 1 до 2 тонн, заняв 7-е и 6-е места.